# فرودگاه کتسالتنانگو
فرودگاه کتسالتنانگو (به انگلیسی: Quetzaltenango Airport) یک فرودگاه با کد یاتا AAZ است که یک باند فرود آسفالت دارد و طول باند آن ۲۱۰۳ متر است. این فرودگاه در کشور گواتمالا قرار دارد.